# Monica Akoth Okumu
Monica Akoth Okumu, née en 1967, est une athlète kényane.

## Carrière
Elle est médaillée de bronze du 5 000 mètres marche des Jeux africains de 1987 à Nairobi ainsi que des Championnats d'Afrique d'athlétisme 1996 à Yaoundé.
Sur le plan national, elle est quintuple championne du Kenya du 20 kilomètres marche de 1995 à 1999.